# Ladoňka karpatská
Ladoňka karpatská (Scilla kladnii) je druh jednoděložné rostliny z čeledi chřestovité (Asparagaceae). V minulosti byl řazen do čeledi hyacintovité (Hyacinthaceae), případně do čeledi liliovité v širším pojetí (Liliaceae s.l.). Druh je součástí taxonomicky obtížného komplexu ladoňky dvoulisté (Scilla bifolia s.l.)

## Popis
Jedná se o asi 5–20 cm vysokou vytrvalou rostlinu s vejčitou až kulovitou podzemní cibulí, do 2 cm v průměru. Listy jsou jen v přízemní růžici, přisedlé, nejčastěji 2–3, vzácněji až 4 z jedné cibule. Čepele jsou čárkovité, asi 0,5–1 cm široké, v době květu nanejvýš nahoře žlábkovité, nahoře s krátkou kápovitou špičkou. Z jedné cibule vyráží většinou jen 1 stvol, většinou zelený, zpravidla kromě vřetene květenství nebývá červenavě naběhlý. Květy jsou v máločetných květenstvích, kterým je hrozen, při rozkvětu víceméně všestranný, stopky dolních květů nejsou nápadně dlouhé. Listeny chybí nebo jsou nepatrné. Okvětí se skládá ze 6 okvětních lístků, jsou volné, asi 8–9 mm dlouhé. Jsou většinou na rubu i na líci světle modrofialové, bez bílé skvrny na bázi, poupata jsou také světle modrofialová. Tyčinek je 6. Gyneceum je srostlé ze 3 plodolistů, čnělka přechází v semeník pozvolna. Plodem je tobolka. Semena jsou za čerstva nahnědle bílá, po usušení hnědavá.

## Rozšíření ve světě
Ladoňka karpatská roste ve střední až jihovýchodní Evropě.

## Rozšíření v Česku
V ČR roste roztroušeně na východní Moravě, v Pobečví a ve středním Pomoraví. V Čechách chybí. Nejčastěji roste v sušších luzích a dubohabřinách či vlhčích křovinách. Kvete časně, v březnu až v dubnu.

## Galerie

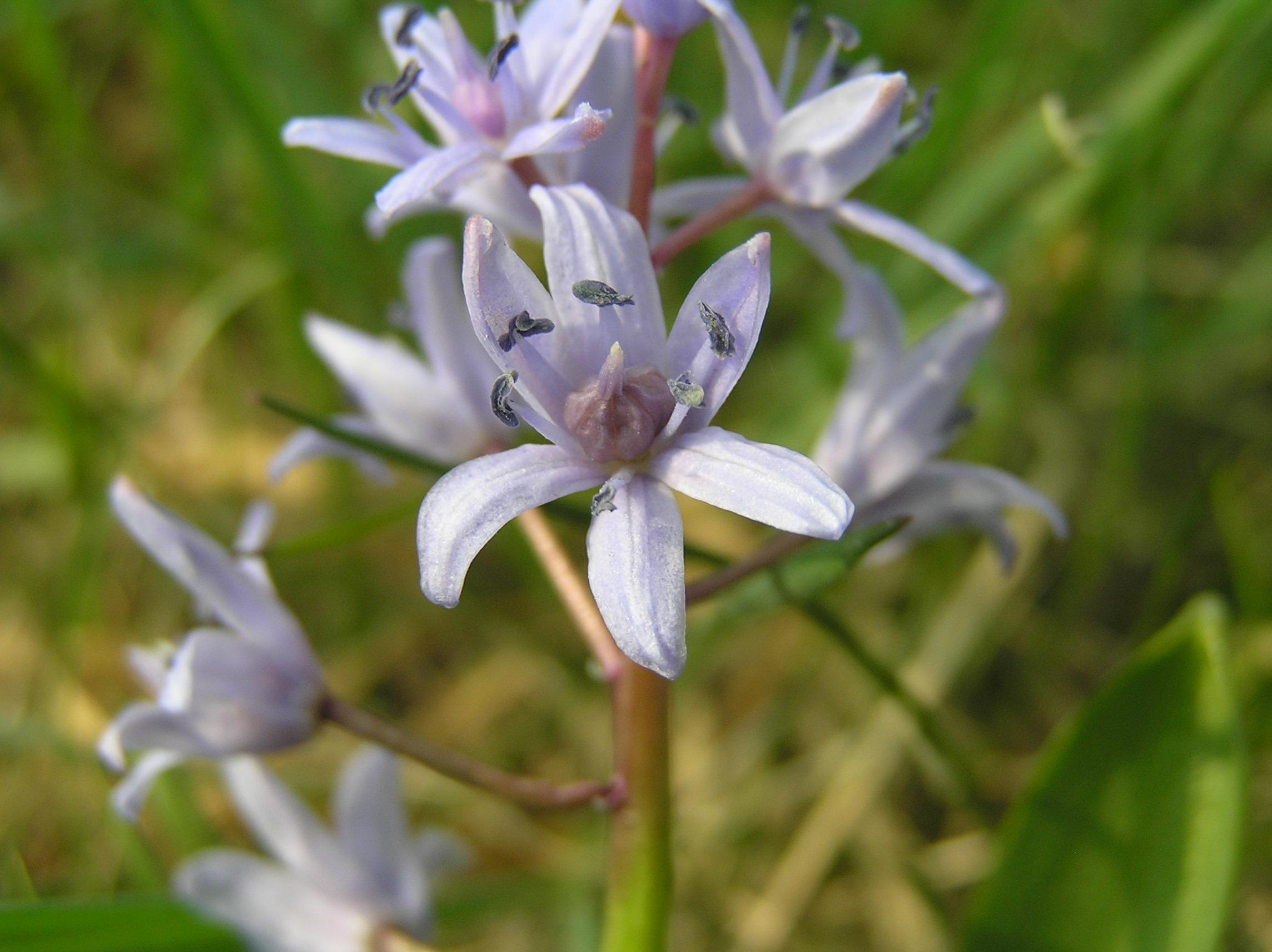
Detail květu
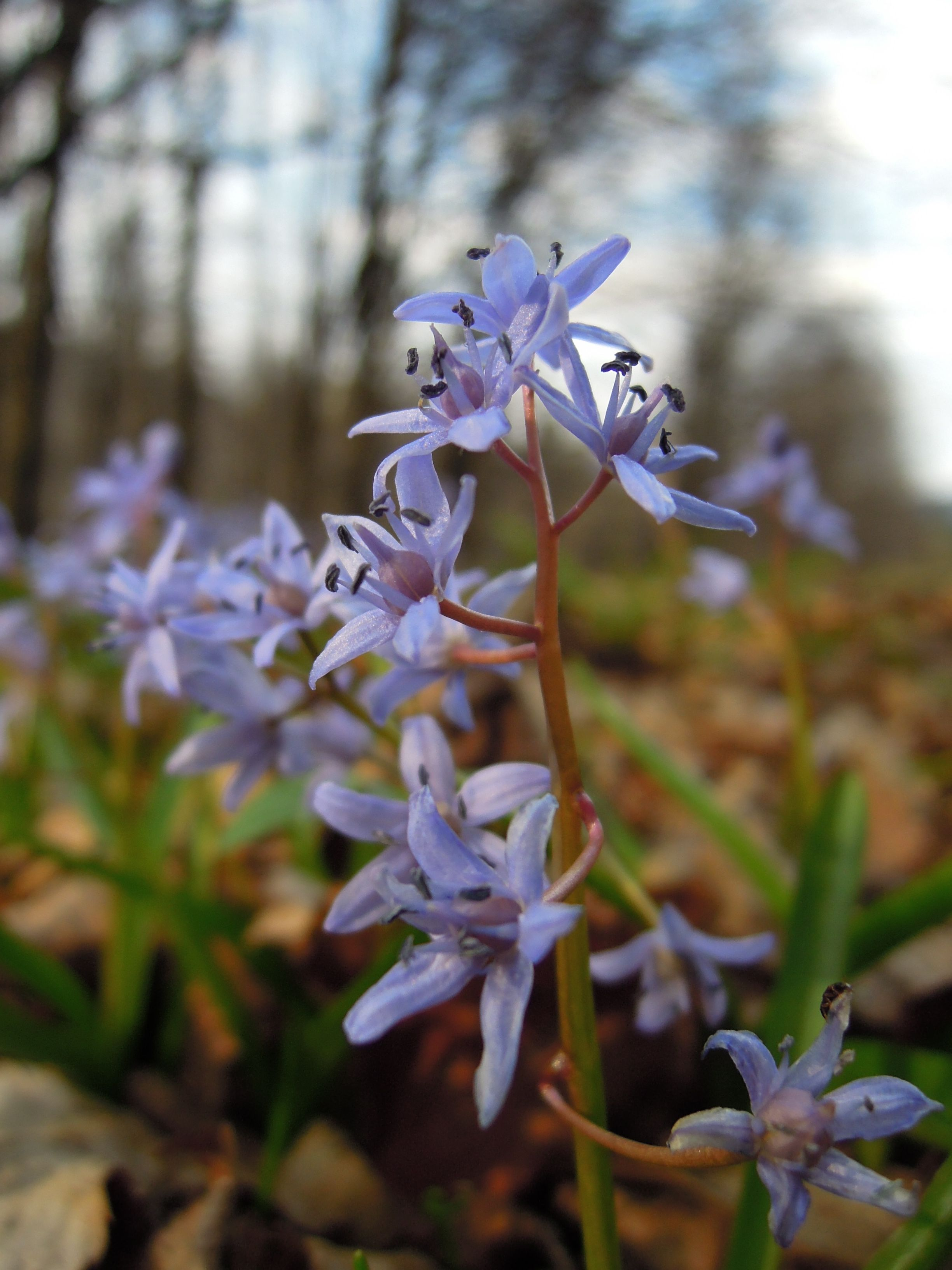
Ladoňka karpatská, přírodní památka U Vaňků
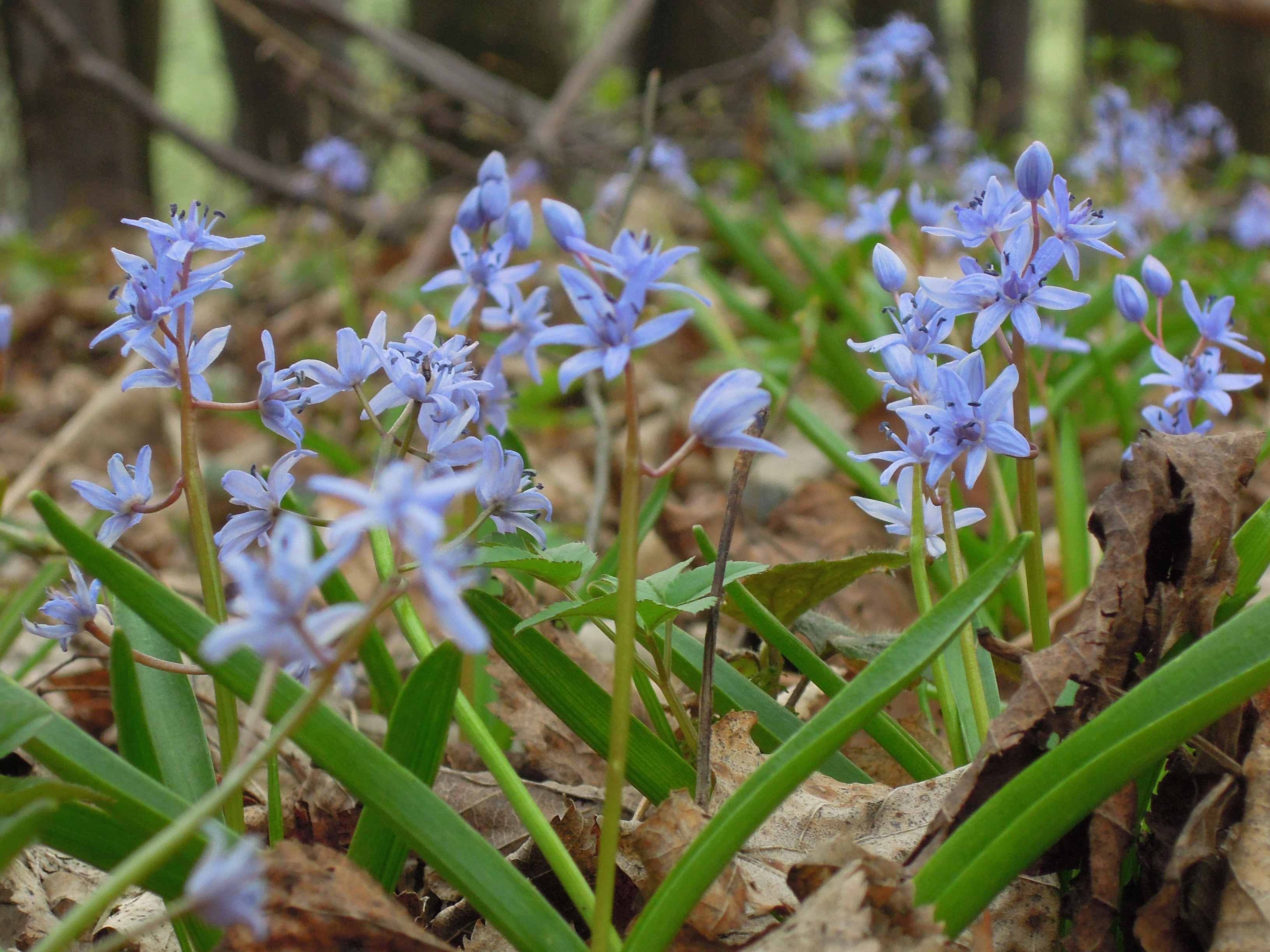
Skupina rostlin ladoňky karpatské